# Orcessittich
Der Orcessittich (Pyrrhura orcesi) ist eine seltene Papageienart aus der Gattung der Rotschwanzsittiche (Pyrrhura). Er wurde 1980 entdeckt und 1988 wissenschaftlich beschrieben. Sein Verbreitungsgebiet ist auf zwei kleine Regionen in Ecuador beschränkt. Das Artepitheton ehrt den ecuadorianischen Zoologen Gustavo Orcés.

## Entdeckungsgeschichte
Im August 1980 untersuchten Robert S. Ridgely, Paul J. Greenfield und Richard A. Rowlett Restflächen von Nebelwald westlich von Piñas, Provinz El Oro, Ecuador, als ein Schwarm von neun unbekannten Sittichen 15 Minuten lang beobachtet wurde. Obwohl die Vögel offensichtlich zur weit verbreiteten Gattung Pyrrhura gehörten, wiesen sie einzigartige Gefiedermerkmale auf, die sie mit keinem anderen Mitglied der Gattung teilten.  Dies konnte erst im Juni 1985 im Rahmen einer Expedition weiter untersucht werden, als eine Reihe von Exemplaren gesammelt wurde; eine anschließende Felduntersuchung im Jahr 1986 entdeckte das neue Taxon weitere 100 km nördlich der Typuslokalität. Ein Exemplar, das im September 1939 gesammelt wurde, lag 50 Jahre lang unentdeckt im Natural History Museum.

## Merkmale
Der Orcessittich erreicht eine Körperlänge von 22 cm und ein Gewicht von 65 bis 75 g. Das Körpergefieder ist überwiegend grün. Stirn und Zügel sind beim Männchen rot. Der Scheitel weist bei einigen Vögeln vereinzelte rote Federn auf. Hals und Oberbrust haben eine unregelmäßige mattgraue Säumung, die auf den Nackenseiten stärker ausgeprägt ist. Der grüne Bauch zeigt einen variierenden roten Anflug. Der Flügelrand, der Flügelbug und die Handdecken rot, Außenfahnen der Handschwingen und äußeren Armschwingen sind blauviolett, wobei jede Feder einen schmalen grünen Saum hat. Die rotbraun Schwanzoberseite ist zur Basis hin grün, die Schwanzunterseite schmutzig is grau und auf den Innenfahnen mit dunkelbraunrot verwaschen. Der unbefiederte Augenring ist weißlich, die Iris ist dunkelbraun. Die Füße sind dunkelgrau, der ist Schnabel hornfarben. Beim Weibchen sind die Zügel grün. Die juvenilen Vögel ähneln den Altvögeln. Die Stirn und der Flügelbug sind jedoch bei ihnen weniger rot. Der Bauch ist grün ohne roten Anflug. Der Schwanz ist an der Basis weniger rotbraun. Der Orcessittich ähnelt zwar dem Braunschwanzsittich (Pyrrhura melanura), ist aber der einzige Rotschwanzsittich in seinem Verbreitungsgebiet und daher leicht an seiner geringen Größe, seinem langen, kastanienbraunen Schwanz und seinem dunkelgrünen Körpergefieder zu erkennen.  Diese Art unterscheidet sich von den anderen Mitgliedern seiner Gattung durch die rote Vorderkrone und das Fehlen jeglicher Schuppung an der Unterseite.

## Verbreitung

Verbreitungskarte des Orcessittichs (grün)

Der Orcessittich hat eine disjunkte Verbreitung in Cañar, Azuay, El Oro und Loja an den westlichen Hängen der Anden im Südwesten Ecuadors.

## Lebensraum
Der Orcessittich wurde an verstreut liegenden Orten in einem schmalen Band feuchten tropischen Nebelwaldes zwischen 600 m und 1200 m nachgewiesen, gelegentlich oder vielleicht saisonal bedingt wandert er bis in Höhen von 1500 m oder 1550 m. Innerhalb seiner bekannten Verbreitung von 750 km² ist der verbleibende Lebensraum fragmentiert. Anscheinend kam er früher auch in niedrigeren Höhenlagen vor, weil ein älteres Museumsexemplar von Anfang September 1939 auf den Fundort Piedras, ebenfalls in El Oro, hindeutet, der in einer Höhe von 300 m liegt. Alle geeigneten Waldlebensräume in dieser Region sind längst zerstört, und die Sammlung von nur einem einzigen Exemplar könnte darauf hindeuten, dass zum damaligen Zeitpunkt diese Sittiche an diesem Ort schon damals selten waren. Robert S. Ridgely und Mark B. Robbins berichten, dass an der Typuslokalität, etwas 900 m in der Nähe von Piñas, das Kronendach des Waldes den flachen Boden 20 m überragt, an steileren Hängen jedoch niedriger ist und von der Morgendämmerung bis etwa zur Mittagszeit meist Wolken den Wald einhüllen, wo Bäume und das relativ dichte Unterholz mit Epiphyten an steileren Hängen jedoch niedriger ist und von der Morgendämmerung bis etwa zur Mittagszeit meist Wolken den Wald einhüllen, wo Bäume und das relativ dichte Unterholz mit Epiphyten besetzt sind. Eine gewisse Störung des Lebensraums wird toleriert. Die Sittiche kommen auch im Sekundärwald vor und nisten in Bäumen, die auf gerodeten Flächen zwischen den Waldfragmenten stehen. Im Jahr 1991 wurde eine Population in Buenaventura in Obstgärten und Gärten mit nur geringen Resten von Feuchtwald nachgewiesen.

## Lebensweise
Orcessittiche schlafen und nisten gemeinsam und sind normalerweise in kleinen Schwärmen von bis zu 12 Vögeln anzutreffen, wobei die Männchen immer stark überwiegen. Größere Schwärme werden gelegentlich beobachtet, und es gibt einen Bericht über einen Schwarm von 60 Vögeln. Wie andere Rotschwanzssittich-Arten sieht man sie gewöhnlich in den oberen Stufen und im Kronendach von Waldbäumen fressen oder schnell Kopfüber durch die Baumkronen fliegen, wobei ihre kreischenden Rufe zu hören sind. Bei der Überwachung der Nistaktivitäten im Naturreservat Buenaventura wurde festgestellt, dass am Ende des Tages fast alle Mitglieder der Gruppe zum Schlafen im Nest bleiben und dies auch noch fast eine Woche nach Beendigung der Nistarbeiten tun. Zur Nahrung gehören Samen, Früchte und Blüten, die alle in den Baumkronen gesammelt werden. Ende Januar 1998 wurde im Bezirk Buenaventura, El Oro, ein Männchen beobachtet, das von Cecropia-Blüten ernährte. Weitere Aufzeichnungen belegen, dass die Vögel Ficus- und Hyeronima-Früchte sowie Früchte der Art Heliocarpus popayanensis aus der Familie der Malvengewächse verzehrten. Der Orcessittich nistet in Hohlräumen von Bäumen, insbesondere in der Art Dacryodes peruviana. Er ist leicht an Nistkästen zu gewöhnen. Die Nistperiode wahrscheinlich variabel. Die Jungvögel werden im August von den Erwachsenen gefüttert, die Paarung wurde im Januar beobachtet.

## Status
Der Orcessittich wird derzeit von der IUCN als „stark gefährdet“ (endangered) eingestuft. Das sehr begrenzte und wahrscheinlich zersplitterte Verbreitungsgebiet und die umfassende und anhaltende Zerstörung der Wälder durch Abholzung, Umwandlung in Viehweiden und Bergbau stellen eine ernsthafte Bedrohung dar. Der bevorzugte Nistbaum Dacryodes peruviana wird häufig abgeholzt. Das Reservat Buenaventura, das von der Fundación Jocotoco mit Hilfe des World Land Trust geschaffen wurde, schützt etwa 2200 ha; hier gibt es ganzjährig etwa 60 und saisonal etwa 120 Vögel. In jüngerer Zeit sind weitere 280 ha hinzugekommen. Ein erfolgreiches Nistkastenprogramm wurde initiiert; die lokale Bildung in nahe gelegenen Schulen betont die Vorteile des Naturschutzes. Der Bestand wird  auf 350 bis 1500 Individuen geschätzt.